# Cá mập đầu bò mào
Cá mập đầu bò mào (danh pháp hai phần: Heterodontus galeatus) là một loài cá mập đầu bò không phổ biến trong họ Heterodontidae, phân bố ngoài khơi phía đông Úc từ bờ biển đến độ sâu 93 m. Loài cá mập này có thể được phân biệt với các thành viên khác của gia đình của nó bởi kích thước lớn của các đường vân trên đôi mắt của nó và kiểu màu. Nó thường đạt chiều dài 1,2 m.
Là loài hoạt động ban đêm và sinh sống ở đáy nước, loài cá này thích các rạn đá và các khu vực thảm thực vật, nơi mà nó săn nhím biển và các sinh vật nhỏ khác. Nó là loài đẻ trứng, con cái đẻ túi trứng bám vào rong biển hoặc miếng bọt biển với tua dài. Tình dục trưởng thành chậm, với một con cái trong điều kiện nuôi nhốt không đẻ trứng cho đến khi gần 12 năm tuổi. Liên minh Quốc tế Bảo tồn Thiên nhiên (IUCN) đã đánh giá này cá mập vô hại như thuộc nhóm ít quan tâm; nó là không có lợi ích kinh tế và bị tử vong tối thiểu do hoạt động đánh bắt, câu cá giải trí, và lưới cá mập.